# Incondicional (canção de Luan Santana)
"Incondicional" é uma canção do cantor brasileiro Luan Santana, lançada como terceiro single do álbum Quando Chega a Noite (2012). De autoria dos compositores Marcelo Martins, Sérgio Porto, Luan Santana, Sorocaba e  Thiago Servo (Ex cantor da dupla Thaeme e Thiago), foi lançada no dia 13 de março de 2012 pela Som Livre.
A canção seria lançada como segundo single juntamente ao vídeo musical no dia 28 de fevereiro, mais pós ter vazado um dia antes a canção "Você de Mim Não Sai" foi lançada como segundo single. O vídeo estreou online no dia 13 de março,mesmo dia do aniversário do Luan também foi lançada no iTunes Store do Brasil.

## Antecedentes
Incondicional seria lançado como segundo single do álbum, a gravadora Som Livre havia comprado placas de publicidade no gramado do amistoso entre Brasil e Bósnia, que aconteceu no dia 18 de fevereiro em Zurique, na Suíça. As propagandas iriam divulgar o endereço de um site em que seria possível ouvir a música pela primeira vez, com um clipe gravado especialmente para o jogo da seleção. Nas placas haveria também um endereço de um site no qual a música poderá ser baixada gratuitamente. Um dia antes do lançamento a faixa vazou na internet, e a gravadora Som Livre juntamente com o cantor começaram a gravar o vídeo musical da canção Você de Mim Não Sai, para ser lançada no lugar de Incondicional. Contudo a faixa foi lançada em 13 de março.
|}

## Desempenho nas tabelas musicais

### Posições
| Tabela musical (2012)           | Melhor posição |
| ------------------------------- | -------------- |
| Brasil (Brasil Hot 100 Airplay) | 1              |